# Papilio amynthor
Papilio amynthor là một loài bướm thuộc họ Papilionidae. Nó được tìm thấy ở New Caledonia, và trên quần đảo Loyalty và đảo Norfolk.
Sải cánh dài 80–100 mm.
Ấu trùng ăn Citrus limon.

## Hình ảnh

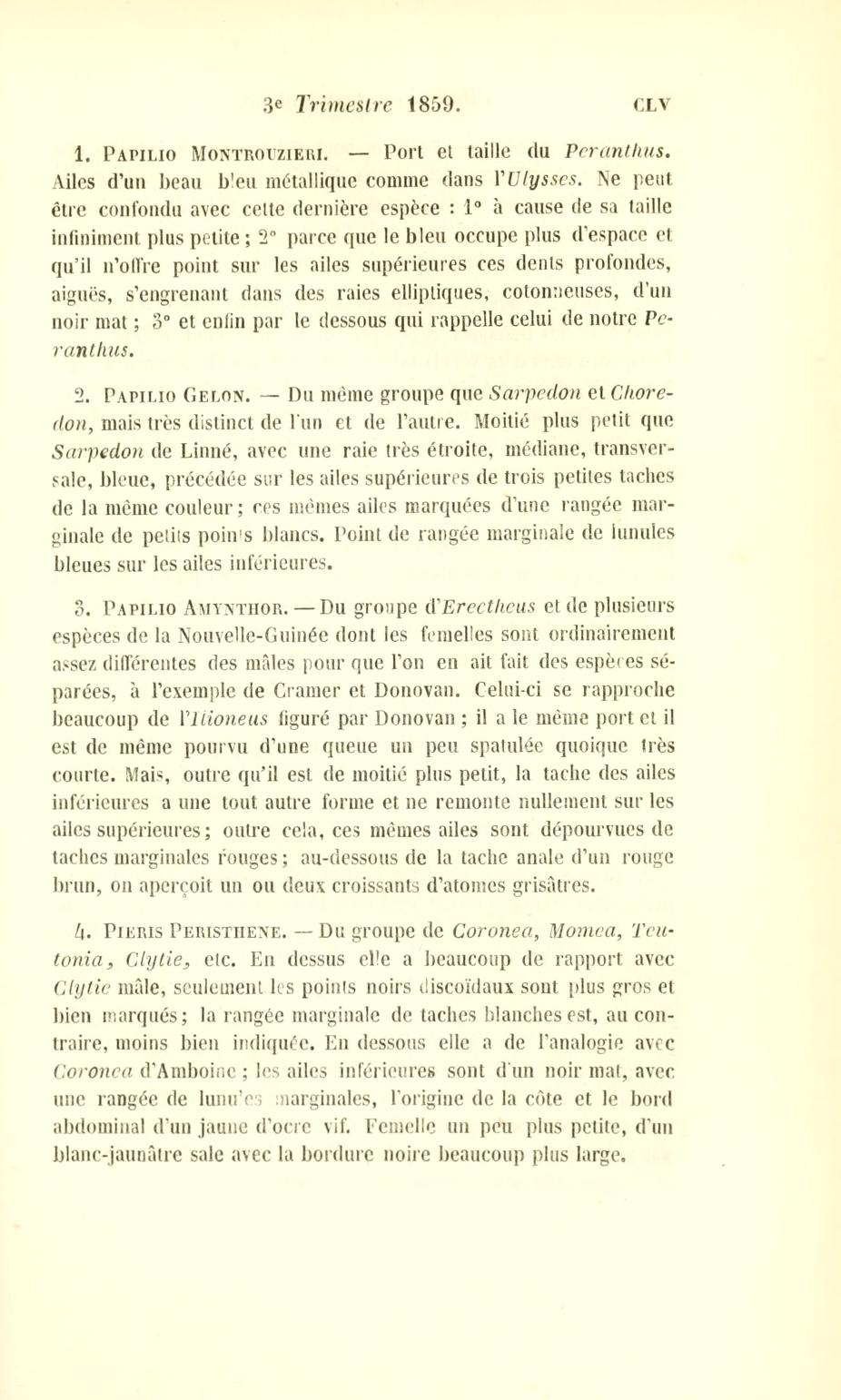
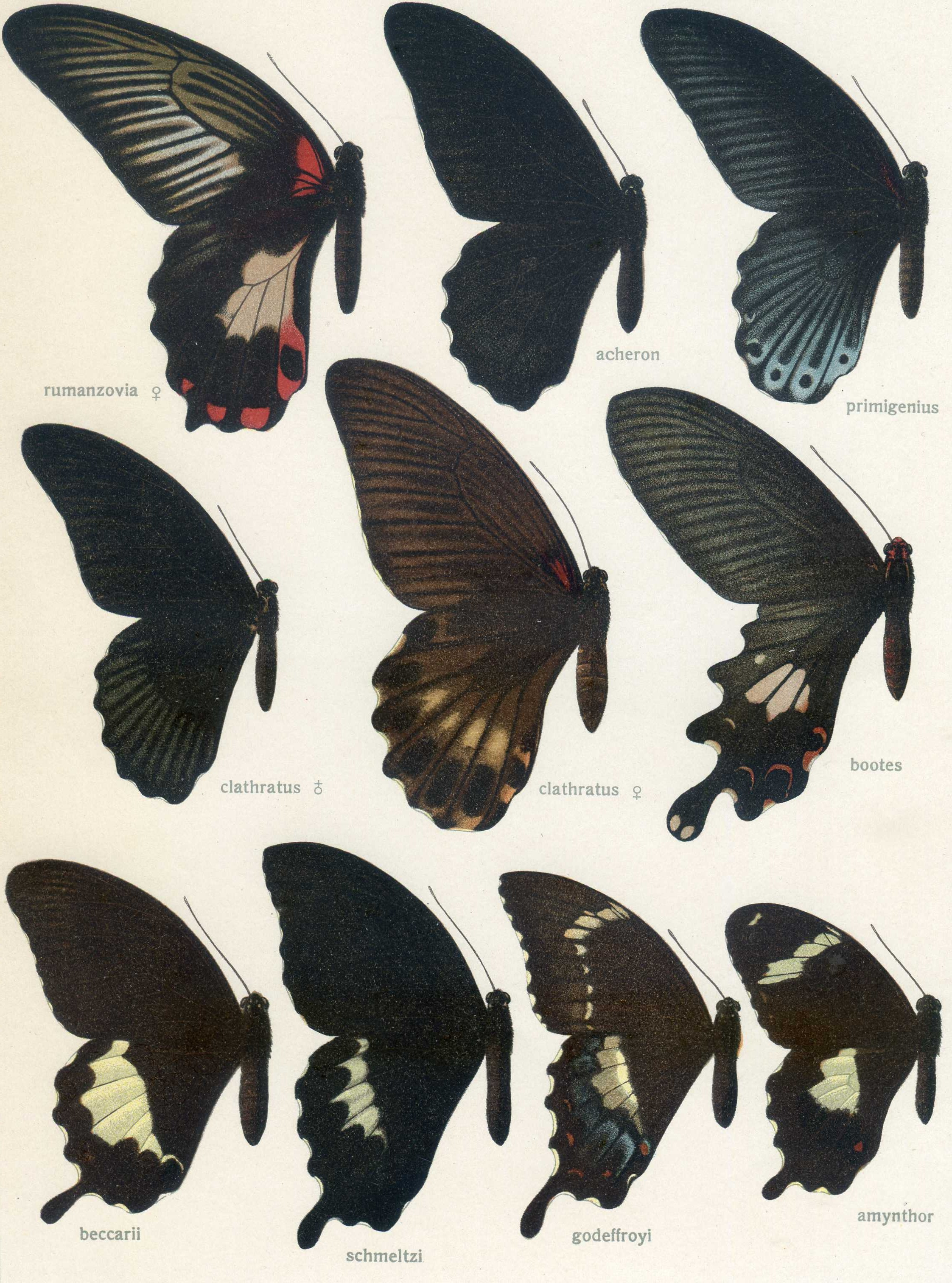